# ولیکا سلا
ولیکا سلا (اسلوونیایی: Velika Sela) یک زیستگاه انسانی در اسلوونی است که در White Carniola واقع شده‌است.

## خصوصیات
ولیکا سلا ۵٫۴ کیلومترمربع مساحت و ۲۱ نفر جمعیت دارد و ۲۷۱٫۹ متر بالاتر از سطح دریا واقع شده‌است.